# 攀鱸亞目
攀鱸亞目原為輻鰭魚綱鱸形目下的一個亞目，现已升为攀鱸目。 此類魚有呈迷宫型的特殊呼吸器官迷器（labyrinth organ），可短時間離水或在缺氧水体生存。原产于热带非洲到东亚的淡水及河口内水域。

## 分類
攀鱸亞目下分3科：
- 攀鱸科(Anabantidae)
- 沼口魚科(Helostomatidae)(接吻魚)
- 絲足鱸科(Osphronemidae)(鬥魚)